# Chelonanthus schomburgkii
Chelonanthus schomburgkii là một loài thực vật có hoa trong họ Long đởm. Loài này được (Griseb.) Gilg mô tả khoa học đầu tiên năm 1895.